# Rátonyi Krisztina
Rátonyi Kriszta, (Budapest, 1990. szeptember 23. –) Junior Prima díjas műsorvezető.

## Életpályája
Gyerekként a Magyar Állami Operaházban játszott kisebb statisztaszerepeket. A televízióban kilencévesen, a Családi kör című műsor egyik epizódjában szerepelt először. Ezt követően a Képben vagyunk című magazinba került, aztán a Klipperek szereplője lett, majd két társával három évig vezette a Cimbora című műsort a Duna Televízióban. Az ELTE Bölcsészettudományi Karán tanul, magyar szakos.
2013 nyarán az M1 Balatoni nyár című műsorában volt műsorvezető. Később az M1 Noé barátai és Bízunk benned! című műsorában lehetett látni, továbbá ő vezette az M2 gyerekcsatorna A legokosabb osztály című vetélkedőjét Kovács Koko Istvánnal. 2014-ben Harsányi Levente mellett ő volt az egyik műsorvezető A Dal backstage-ében, az M1 eurovíziós dalválasztó műsorában. 2015 márciusa és 2017 augusztusa között az M2 Petőfi egyik műsorvezetője volt.
2017-ben ő lett az Eurovíziós Dalfesztivál magyarországi kommentátora Fehérvári Gábor Alfréddel, majd ősztől a Duna televízió Magyarország, szeretlek! című vetélkedőjének egyik csapatkapitánya lett Harsányi Levente mellett.
2017. december 6-án bejelentették, hogy a Duna eurovíziós dalválasztó műsorának, A Dal 2018-nak ő lesz az egyik műsorvezetője Freddie mellett.
2018-ban és 2019-ben ismét Freddie-vel közösen látta el az Eurovíziós Dalfesztivál kommentátori feladatait.
2020-ban a Balatoni Nyár műsorvezetője Fodor Imre mellett, akinek 2021-ben átadta a Noé barátai műsorvezetését. 2021-ben az új nyári magazinműsornak, a Nyár 21-nek lett az egyik házigazdája.